# 大阪国際交流センター
大阪国際交流センター（おおさかこくさいこうりゅうセンター）は、大阪府大阪市天王寺区上本町にある国際交流施設。愛称i.house（アイハウス）。大阪市が設立した公益法人、公益財団法人大阪国際交流センターと、コンベンションリンケージが運営。
大阪国際交流センターホテルを併設している。

## 概要
箕面市に移転した大阪外国語大学（現：大阪大学外国語学部）の跡地に、市民と在住外国人、留学生の国際交流やサポートのために設立された。
1006名を収容する大ホールを備え、コンサートやライブ等も開催される。

## 沿革
- 1987年（昭和62年）9月21日 開館
- 2013年11月27日 - 「大阪国際交流センターの施設賃貸借による事業運営」事業者募集開始（ホテル棟も含む）[1][2]。
- 2014年
  - 2月14日 - 「大阪国際交流センターの施設賃貸借による事業運営」事業者募集（ホテル棟も含む）に伴い、都ホテル運営による「大阪国際交流センターホテル」閉鎖[3]。
  - 2月26日 - 「大阪国際交流センターの施設賃貸借による事業運営」の事業者が「コンベンションリンケージ」に決定[4]。
  - 4月1日 - コンベンションリンケージにより、「大阪カンファレンスセンター&ホテル」として運営開始（ホテル・レストラン部分は未開業）。
  - 5月30日 - レストラン部分が、「ビュッフェレストラン ラッフィナート」として、プレオープン。
  - 6月1日 - レストラン部分が、「ビュッフェレストラン ラッフィナート」として、グランドオープン。
  - 7月29日 - ホテル部分が「大阪国際交流センターホテル（大阪カンファレンスセンター&ホテル）」として、リニューアルオープン。

## アクセス
- 近畿日本鉄道（近鉄）大阪上本町駅
- Osaka Metro（谷町線・千日前線）谷町九丁目駅
- Osaka Metro谷町線 四天王寺前夕陽ヶ丘駅
- 大阪シティバス 上本町八丁目